# Al Qama
Àlqama (àrab: علقمة, ʿAlqama; el nom també és transcrit a vegades com a Al-Qama, Al Kama, Alqam, Alkamar o Alkma) (? - Covadonga, 28 de maig de 722) va ser un general musulmà.
Destacat al nord de la península Ibèrica al començament del segle viii, per ordre de Munuza, governador d'Astúries, va comandar un destacament acompanyat d'Oppas, arquebisbe de Tulàytula, amb la missió d'acabar amb la revolta de Pelai a la zona. Va fracassar en el seu afany de pacificació i fou sorprès i mort a la batalla de Covadonga el 28 de maig del 722.
El seu probable fill, Abd-ar-Rahman ibn Àlqama, fou valí d'Arbuna.